# Кастелново не' Монти
Кастелно̀во не' Мо̀нти (на италиански: Castelnovo ne' Monti, на местен диалект Castalnöv, Касталньов) е град и община в северна Италия, провинция Реджо Емилия, регион Емилия-Романя. Разположен е на 700 m надморска височина. Населението на общината е 10 761 души (към 2010 г.).